# キム・ジェヒョン (ミュージシャン)
キム・ジェヒョン（朝: 김재현、1994年7月15日 - ）は、韓国のミュージシャン、俳優である。ロックバンドN.Flyingのドラム担当。RAINBOWのキム・ジェギョンは実姉。

## 学歴
- 延世大学校の子供の生活研究科
- ソウルウォルチョン小学校
- ウォルチョン中学校
- ソウル公演芸術高等学校
- キョンヒサイバー大学

## 出演

### テレビ番組
- 전국 아이돌 사돈의 팔촌 노래자랑（2016年、KBS2）
- 게임돌림픽 2019 골든카드（2019年、OGN）

### テレビドラマ
- 모던파머（2014年、SBS）
- 88번지（2016年、네이버TV）
- 별별며느리（2017年、MBC）
- 역도요정 김복주（2016年 - 2017年、MBC）
- 아 남고라서 행복하다（2019年、네이버TV）
- 청일전자 미쓰리（2019年、tvN）

### テレビドラマ（日本）
- 君と世界が終わる日に Season1（2021年1月17日 - 3月21日、日本テレビ） - ユン・ミンジュン 役[1]
  - 君と世界が終わる日に 特別編（2022年2月25日、日本テレビ） - カイ 役[2]

### 配信ドラマ
- 君と世界が終わる日に Season2（2021年3月21日 - 4月25日、Hulu） - 謎の男 役[3]
- 君と世界が終わる日に Season3（2022年2月25日 - 4月1日、Hulu） - カイ 役[4]